# كبسولة بيشكام
كبسولة بيشكام الفضائية أو (الرائد) هي كبسولة فضائية إيرانية الصنع والتصميم، والتي صُممَت بهدف حمل وإرسال كائن حي إلى الفضاء الخارجي على ارتفاع 120 كيلومتر من قبل علماء منظمة الفضاء الإيرانية وبواسطة منظمة الصناعات الجو-فضائية التابعة لوزارة الدفاع الإيرانية. وقد تم تنفيذ إرسال كائن حي إلى الفضاء عن طريق الكبسولة بيشكام في 29 يناير عام 2013 في إيران ومن ثم عودتها إلى الارض بنجاح وذلك بعد اجتياز المراحل المخطط لها والوصول إلى السرعة والتعجيل والارتفاع المطلوب.

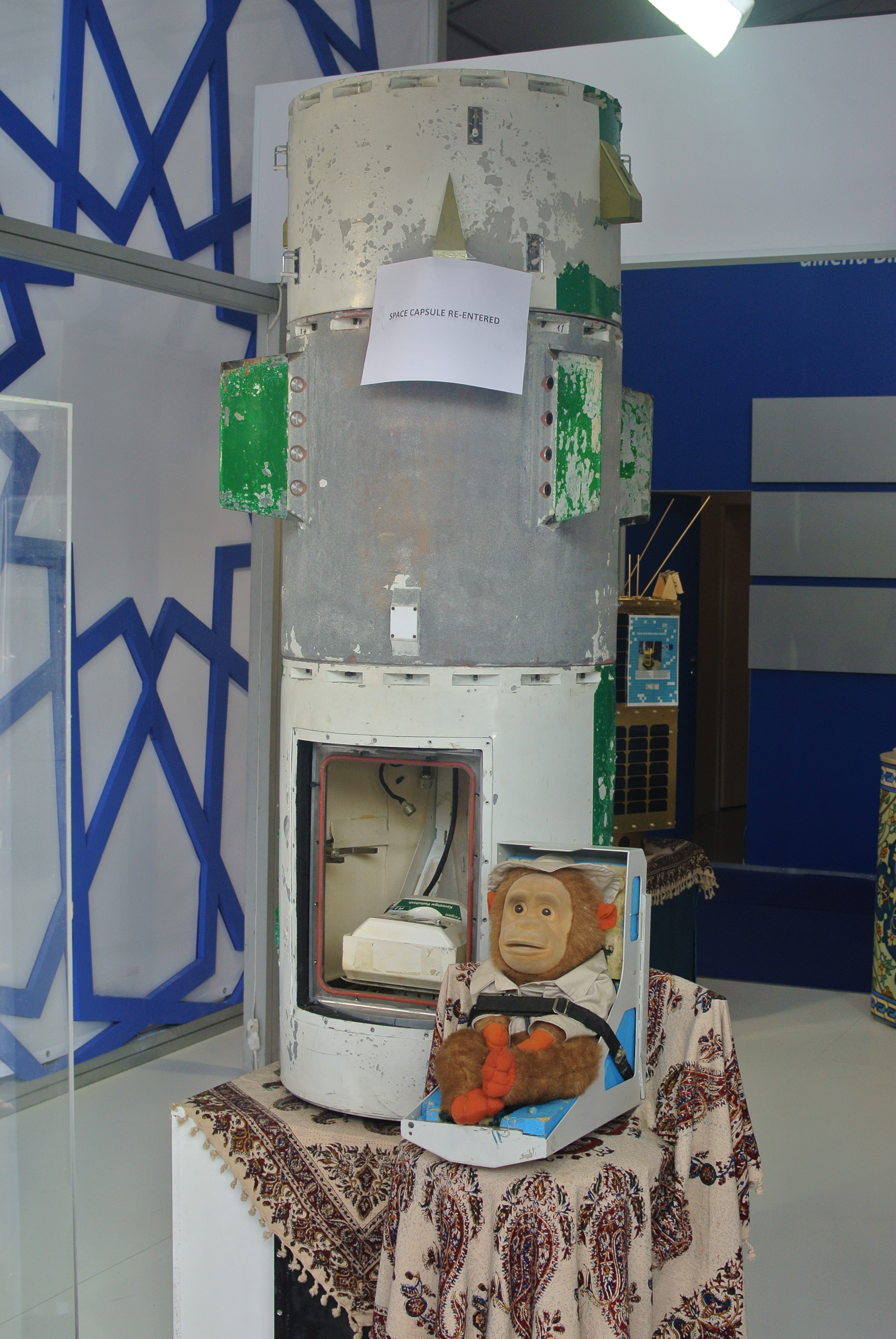
نموذج لكبسولة بيشكام بعد إرجاعها للأرض مع لعبة قرد لتمثل الكائن الحي الذي كان على متنها

## الإطلاق
اطلقت كبسولة بيشكام التي تحتوي على كائن حي إلى الفضاء الكوني يوم الاثنين 28 يناير/كانون الثاني. الكائن الذي أُرسل من قبل إيران إلى الفضاء الخارجي على متن الكبسولة بيشكام هو من نوع "الرِيص" أو "مكاك ريسوسي" (الاسم العلمي: Macaca mulatta) (بالإنجليزية: rhesus macaque)‏ وهو نوع من الحيوانات يتبع جنس السعدان المكاك من فصيلة سعادين العالم القديم. أكدت التحاليل المباشرة التي جرت على قرد المكاك الريسوسي كلها سلامته الصحية. وعَمِلَت جميع الأجهزة الالكترونية والفنية في الشحنة بشكل جيد كما أشرفت المحطات الأرضية على الرحلة وقامت باستلام جميع المعلومات التي أرسلتها الشحنة إلى الأرض. كما تم قياس البيانات الخاصة بالبيئة وقت الإطلاق مثل درجة الحرارة والرطوبة ودرجة الانطلاق داخل الكبسولة وكذلك تسجيل مؤشرات الحياة ومعدل ضربات القلب ودرجة حرارة الكائن الحي في الكبسولة. وقد عرضت كبسولة بيشكام في روسيا في معرض ماكس والذي افتُتِحَ يوم 2015/8/25 في مدينة جوكوفسكي في ريف العاصمة الروسية موسكو تحت اسم «ماكس 2015».